# Музей современного искусства (Хьюстон)
Хьюстонский музей современного искусства (англ. The Contemporary Arts Museum Houston, CAMH) — музей в Хьюстоне, Техас, посвящённый современному искусству. Музей не имеет своей коллекции, его деятельность направлена на представление общественности лучших произведений международного, национального и регионального современного искусства.

## История
Музей современного искусства занимает здание нержавеющей стали в центре хьюстонского «Museum District». Очень узнаваемое здание было спроектировано для Музея Современного искусства награждённым призом архитектором Гуннарсом Биркертсом и открыло свои двери в 1970 году.

## Выставочная деятельность
В начале 1980-х годов усилиями Хьюстонского музея современного искусства был рождён «FotoFest», старейшая фотобиеннале Нового Света.